# SDCCU Stadium
SDCCU Stadium, wcześniej San Diego Stadium, Jack Murphy Stadium i Qualcomm Stadium – wielofunkcyjny obiekt sportowy w miejscowości San Diego w Stanach Zjednoczonych. 
Na początku lat 60. XX wieku, lokalny pisarz sportowy Jack Murphy, brat Boba Murphy'ego, komentatora meczów New York Mets, poszukiwał wsparcia dla budowy wielofunkcyjnego stadionu w San Diego. W listopadzie 1965 roku, obligacja na 27 000 000 dolarów pozwoliła rozpocząć budowę stadionu, który został zaprojektowany w stylu brutalizmu. Budowę zaczęli miesiąc później. Po zakończeniu budowy, obiekt został nazwany San Diego Stadium. 20 sierpnia 1967 roku San Diego Chargers (wtedy członek American Football League) zagrał pierwszy mecz na stadionie. Pojemność stadionu wtedy wynosiła 50 000 miejsc. Piłkarze grali do 1968 roku, a potem na nim rozgrywała swoje mecze domowe drużyna baseballowa San Diego Padres.
Po śmierci Jacka Murphy'ego w 1980, San Diego Stadium został przemianowany na San Diego-Jack Murphy Stadium lub po prostu Jack Murphy Stadium. W roku 1983 pojemność została zwiększona do 59 022 miejsc.
Największej modernizacji dokonano w 1997 roku, gdy stadion był całkowicie zamknięty. Prawie 11 000 miejsc zostało dodane w gotowości do Super Bowl XXXII w 1998 roku, podnosząc pojemność do 70 561. Również w 1997 roku, obiekt został przemianowany na Qualcomm Stadium po tym, jak Qualcomm Corporation zapłaciła 18 milionów dolarów za prawo do nazwy obiektu.
Na stadionie swoje mecze domowe rozgrywają kluby San Diego Chargers, Holiday Bowl, Poinsettia Bowl i San Diego State Aztecs, a wcześniej San Diego Padres, San Diego Padres (PCL), San Diego Sockers, San Diego Jaws i Old Mission Beach Athletic Club RFC.
Na stadionie również swoje mecze rozgrywała reprezentacja Stanów Zjednoczonych oraz innych krajów.